# Kerstin Geis

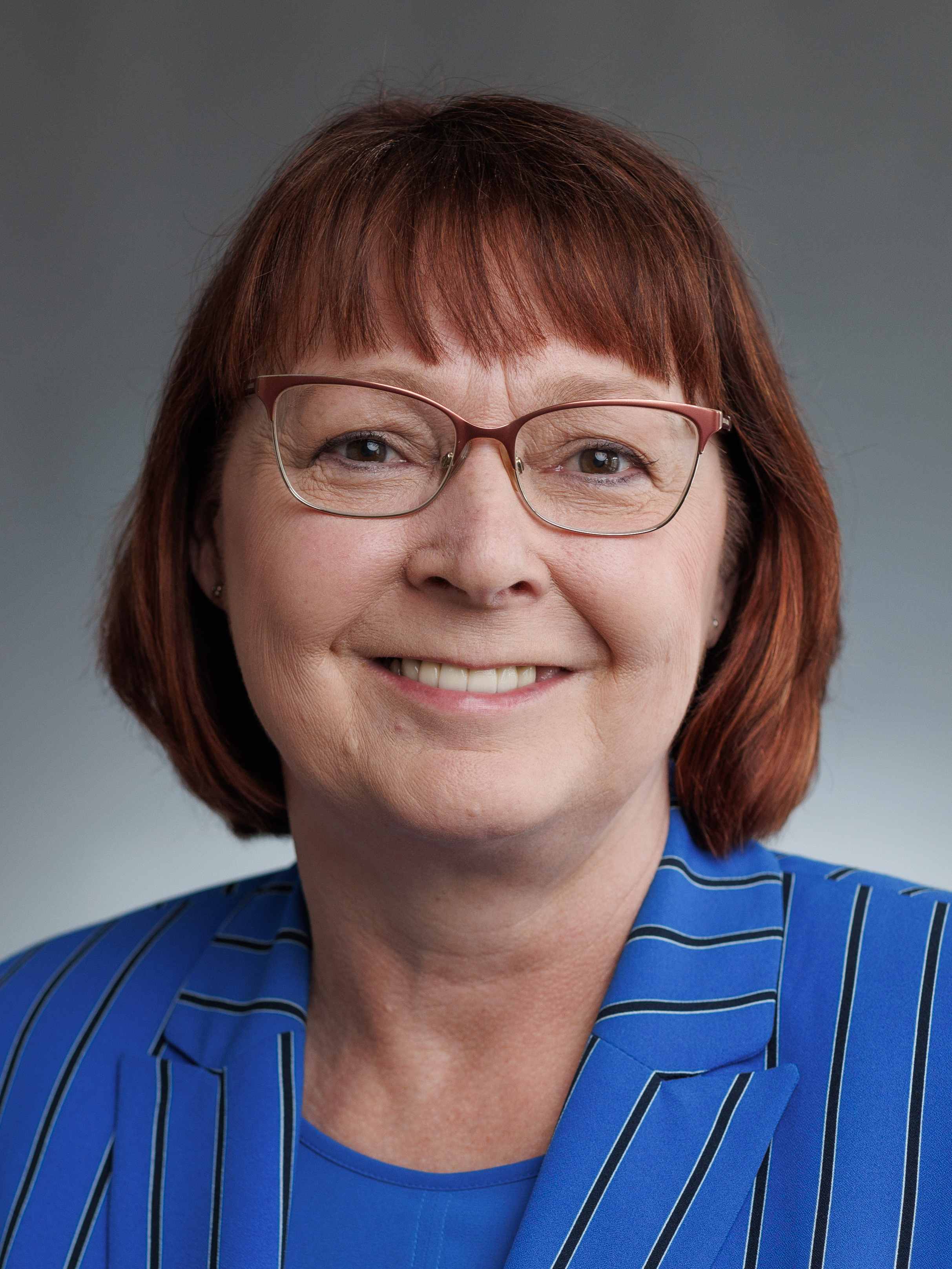
Kerstin Geis (2022)

Kerstin Geis (* 9. März 1964 in Frankfurt am Main) ist eine deutsche Politikerin der SPD Hessen. Sie ist Mitglied des Hessischen Landtags seit 2014.

## Leben
Kerstin Geis absolvierte eine Ausbildung zur Steuerfachgehilfin. Im Anschluss studierte sie Betriebswirtschaftslehre. Vor Beginn ihres Landtagsmandats arbeitete sie als stellvertretende Geschäftsführerin der Psychotherapeutenkammer Hessen. Sie ist Mutter von vier Kindern.

## Politik
Die Bildungspolitikerin Geis ist seit 2006 Mitglied des Landeselternbeirates und vertritt diesen im Rundfunkrat des Hessischen Rundfunks. Sie gehört der SPD Hessen an. Von 2011 bis 2013 war sie Mitglied der Stadtverordnetenversammlung Wiesbaden.
Nach der Wahl 2013 gelangte sie über einen Listenplatz in den Hessischen Landtag. Seit 2016 ist sie Mitglied des Kreistags des Kreises Groß-Gerau und gleichzeitig Fraktionsvorsitzende der SPD-Fraktion im Kreistag. Im Jahr 2018 verpasste die stellv. bildungspolitische Sprecherin der SPD-Fraktion Hessen das Direktmandat mit 24,6 % der Wählerstimmen. Sie zog über die Landesliste der SPD Hessen erneut in den Landtag ein. Bei der Landtagswahl 2023 zog sie erneut über die Liste in den Landtag ein. Geis ist in den folgenden Ausschüssen des Hessischen Landtags vertreten: Haushaltsausschuss (HHA), Unterausschuss für Finanzcontrolling und Verwaltungssteuerung (UFV) und im Kulturpolitischen Ausschuss (KPA), in dem sie Ausschussvorsitzende ist.
Seit 2016 ist sie Mitglied im Kreistag des Kreises Groß-Gerau sowie Vorsitzende der SPD-Fraktion im Kreistag Groß-Gerau.

## Mitgliedschaften
- Vorsitzende der Stiftung Jagdschloss Mönchbruch
- Vorsitzende des Fördervereins Umwelt und Kultur Mönchbruch e.V.
- Vorsitzende des Bezirksvereins der Landfrauen im Kreis Groß-Gerau
- Mitglied im VdK Ginsheim-Gustavsburg
- Mitglied der Naturfreunde Deutschlands Ortsgruppe Rüsselsheim e.V
- Mitglied im Erzgebirgischen Heimatverein Nauheim e.V
- Mitglied bei Wir für Bauschheim e.V.
- Mitglied im DRK Bischofsheim
- Mitglied im Landfrauen Ortsverein Bauschheim[5]